# Atlantic (Carolina del Norte)
Atlantic es un lugar designado por el censo del condado de Carteret en el estado estadounidense de Carolina del Norte. La comunidad está situada en la Core Sound, ubicado en lo que se sabe que los primeros pobladores de la zona como Hunting Quarters. Es el lugar de U.S. Route 70 término del este y el barco terminal para viajes al Cabo Lookout National Seashore (Portsmouth Island). El aeródromo de la Marina del Atlantic (ahora cerrado) se encuentra en el Atlántico, sino que ahora se utiliza como pista de aterrizaje por satélite de cerca base militar comunidades vecinas incluyen Sealevel y Cedar Island, el municipio más cercano es Beauford. Atlantic es también el hogar de Luther L. Smith y mariscos Hijo. La pesca comercial ha sido durante mucho tiempo el principal medio de ganarse la vida en esta comunidad.
Atlantic tuvo la primera Highschool pública en el Condado de Carteret. Se trataba de una comunidad incorporada desde 1905 hasta 1920. Tenía tres alcaldes diferentes durante este tiempo.